# Сігурд Русфельдт
Сігурд Русфельдт (норв. Sigurd Rushfeldt, нар. 11 грудня 1972, Вадсьо) — норвезький футболіст, що грав на позиції нападника. Загалом забив у своїй кар'єрі 246 голи, включаючи рекордні 172 м'ячі у вищому дивізіоні Норвегії, що роблять його найкращим бомбардиром в історії змагання.
Виступав, зокрема, за клуби «Тромсе», «Аустрія» (Відень) та «Русенборг», а також національну збірну Норвегії, у складі якої був учасником чемпіонату світу 1994 року.

## Клубна кар'єра
Вихованець футбольного клубу «Норільд» з рідного міста Вадсьо, а розпочав свою професійну кар'єру в клубі «Тромсе». Він швидко завоював місце в основі і проявив себе як результативний форвард, що викликало до нього інтерес з боку багатьох клубів. У 1995 році на правах оренди Сігурд перейшов в англійський «Бірмінгем Сіті». У новій команді він не зміг адаптуватися і забив всього один гол в матчі Кубка ліги проти «Транмір Роверз». Після повернення Русфельдт допоміг «Тромсе» завоювати Кубок Норвегії.
У 1996 році він перейшов в «Русенборг». З новим клубом Сігурд тричі поспіль виграв чемпіонат Норвегії і двічі став найкращим бомбардиром першості у 1997 (25 голів) та 1998 роках (23 голи). За три роки він забив 67 голів у 66 зустрічах, а також активно вражав ворота в Лізі чемпіонів. Особливо відомий його хет-трик у ворота турецького «Галатасарая» у сезоні 1998/99.
У 1999 році Русфельдт перейшов до іспанського «Расінга», але в Ла Лізі він не проявив всіх бомбардирських якостей і віддавався в оренду назад в «Русенборг», а згодом перейшов у австрійську «Аустрію», з якою двічі виграв австрійську Бундеслігу та тричі завоював Кубок Австрії і був визнаний футболістом року в команді.
У 2006 році Русфельдт повернувся в «Тромсе», незважаючи на активний інтерес з боку багатьох клубів. У 2009 році він переуклав контракт з командою. Під час виступів за клуб Сігурд забив 50 м'ячів і став найкращим бомбардиром Тіппеліги за всю її історію. Завершив професійну кар'єру футболіста виступами за команду «Тромсе» у 2011 році.

## Виступи за збірні
1993 року залучався до складу молодіжної збірної Норвегії. На молодіжному рівні зіграв у 2 офіційних матчах.
У 1994 році Русфельдт був включений в заявку національної команди на чемпіонату світу 1994 року у США. У зустрічі проти збірної Італії він дебютував за збірну. До 2001 року Сігурд не регулярно викликався в національну команду і провів лише 7 матчів.
14 травня 2002 року в двобої проти збірної Японії він забив свій перший гол за збірну. 9 лютого 2005 року в поєдинку проти збірної Мальти Русфельд зробив «дубль». Втім протягом усієї кар'єри у національній команді, яка тривала 14 років, він залишався у тіні зіркового нападника норвежців Джона Кар'ю. Через це Русфельдт провів у формі головної команди країни 38 матчів, забивши лише 7 голів.
| Дата       | Місто         | Господарі            | Результат | Гості                | Турнір             | Голи | Примітки |
| ---------- | ------------- | -------------------- | --------- | -------------------- | ------------------ | ---- | -------- |
| 05/06/1994 | Стокгольм     | Швеція               | 0 – 2     | Норвегія             | товариський матч   | -    |          |
| 23/06/1994 | Нью-Йорк      | Норвегія             | 0 – 1     | Італія               | ЧС 1994 - 1-й етап | -    |          |
| 12/10/1994 | Осло          | Норвегія             | 1 – 1     | Нідерланди           | Відбір до ЧЄ 1996  | -    |          |
| 16/11/1994 | Мінськ        | Білорусь             | 0 – 4     | Норвегія             | Відбір до ЧЄ 1996  | -    |          |
| 14/12/1994 | Валлетта      | Мальта               | 0 – 1     | Норвегія             | Відбір до ЧЄ 1996  | -    |          |
| 06/02/1995 | Ларнака       | Естонія              | 7 – 0     | Норвегія             | товариський матч   | -    |          |
| 08/02/1995 | Нікосія       | Кіпр                 | 0 – 2     | Норвегія             | товариський матч   | -    |          |
| 25/01/1997 | Сідней        | Австралія            | 1 – 0     | Норвегія             | товариський матч   | -    |          |
| 10/10/1998 | Любляна       | Словенія             | 1 – 2     | Норвегія             | Відбір до ЧЄ 2000  | -    |          |
| 14/10/1998 | Осло          | Норвегія             | 2 – 2     | Албанія              | Відбір до ЧЄ 2000  | -    |          |
| 01/09/2001 | Хожув         | Польща               | 3 – 0     | Норвегія             | Відбір до ЧС 2002  | -    |          |
| 27/03/2002 | Туніс (місто) | Туніс                | 0 – 0     | Норвегія             | товариський матч   | -    |          |
| 14/05/2002 | Осло          | Норвегія             | 3 – 0     | Японія               | товариський матч   | 1    |          |
| 22/05/2002 | Буде          | Норвегія             | 1 – 1     | Ісландія             | товариський матч   | -    |          |
| 21/08/2002 | Осло          | Норвегія             | 0 – 1     | Нідерланди           | товариський матч   | -    |          |
| 12/10/2002 | Бухарест      | Румунія              | 1 – 0     | Норвегія             | Відбір до ЧЄ 2004  | -    |          |
| 16/10/2002 | Осло          | Норвегія             | 2 – 0     | Боснія і Герцеговина | Відбір до ЧЄ 2004  | -    |          |
| 20/11/2002 | Відень        | Австрія              | 1 – 0     | Норвегія             | товариський матч   | -    |          |
| 26/01/2003 | Шарджа        | ОАЕ                  | 1 – 1     | Норвегія             | товариський матч   | -    |          |
| 28/01/2003 | Маскат        | Оман                 | 1 – 2     | Норвегія             | товариський матч   | 1    |          |
| 12/02/2003 | Іракліон      | Греція               | 1 – 0     | Норвегія             | товариський матч   | -    |          |
| 02/04/2003 | Люксембург    | Люксембург           | 0 – 2     | Норвегія             | Відбір до ЧЄ 2004  | 1    |          |
| 30/04/2003 | Дублін        | Ірландія             | 1 – 0     | Норвегія             | товариський матч   | -    |          |
| 11/10/2003 | Осло          | Норвегія             | 1 – 0     | Люксембург           | Відбір до ЧЄ 2004  | -    |          |
| 18/02/2004 | Белфаст       | Північна Ірландія    | 1 – 4     | Норвегія             | товариський матч   | -    |          |
| 31/03/2004 | Белград       | Сербія та Чорногорія | 0 – 1     | Норвегія             | товариський матч   | -    |          |
| 28/04/2004 | Осло          | Норвегія             | 3 – 2     | Росія                | товариський матч   | 1    |          |
| 18/08/2004 | Осло          | Норвегія             | 2 – 2     | Бельгія              | товариський матч   | -    |          |
| 04/09/2004 | Палермо       | Італія               | 2 – 1     | Норвегія             | Відбір до ЧС 2006  | -    |          |
| 08/09/2004 | Осло          | Норвегія             | 1 – 1     | Білорусь             | Відбір до ЧС 2006  | -    |          |
| 13/10/2004 | Осло          | Норвегія             | 3 – 0     | Словенія             | Відбір до ЧС 2006  | -    |          |
| 09/02/2005 | Валлетта      | Мальта               | 0 – 3     | Норвегія             | товариський матч   | 2    |          |
| 30/03/2005 | Кишинів       | Молдова              | 0 – 0     | Норвегія             | Відбір до ЧС 2006  | -    |          |
| 08/10/2005 | Осло          | Норвегія             | 1 – 0     | Норвегія             | Відбір до ЧС 2006  | 1    |          |
| 12/10/2005 | Мінськ        | Білорусь             | 1 – 0     | Норвегія             | Відбір до ЧС 2006  | -    |          |
| 17/10/2007 | Сараєво       | Боснія і Герцеговина | 0 – 2     | Норвегія             | Відбір до ЧЄ 2008  | -    |          |
| 17/11/2007 | Осло          | Норвегія             | 1 – 2     | Туреччина            | Відбір до ЧЄ 2008  | -    |          |
| 21/11/2007 | Валлетта      | Мальта               | 1 – 4     | Норвегія             | Відбір до ЧЄ 2008  | -    |          |
| Усього     |               | Матчів               | 38        |                      | Голів              | 7    |          |

## Титули і досягнення

### Командні
- Чемпіон Норвегії (3):

«Русенборг»: 1997, 1998, 2001
- Володар Кубка Норвегії (2):

«Тромсе»: 1996
«Русенборг»: 1999
- Чемпіон Австрії (2):

«Аустрія» (Відень): 2002–03, 2005–06
- Володар Кубка Австрії (3):

«Аустрія» (Відень): 2002–03, 2004–05, 2005–06
- Володар Суперкубка Австрії (2):

«Аустрія» (Відень):  2003, 2004

### Особисті
- Найкращий бомбардир чемпіонату Норвегії: 1997 (25 голів), 1998 (27 голів)
- Гравець року в Австрії: 2004